# Сапанбаглари
Сапанбаглари (тур. Sapanbağları) је градско насеље у округу Пендик у Истанбулу, Турска. Према попису из 2020. било је 12.160 становника.
Сапанбаглари је претежно настањен Бошњацима, чији су се преци доселили између 1955. и 1960 године, углавном из Санџака.